# Flettner Fl 282
Fl.282 „Колибри“ е лек немски разузнавателен хеликоптер-синхроптер с открита кабина, разработен в предвоенните години в Германия от Антон Флетнер на базата на едноместния хеликоптер FI.265. Действащият прототип е готов през юли 1940 г.

## Конструкция
От самото начало, хеликоптерът е замислен като двуместен – с наблюдател, което значително увеличава преимуществото на машината като разузнавателна. Мястото на наблюдателя е непосредствено след стойките на винтовете, с лице назад. Такова разположение на местата на пилот и наблюдател дава възможност за изпълнение на полети без пътник, без да се нарушава центровката на хеликоптера. След завършването на проекта през лятото на 1940 г., в заводите на Флетнер в Йоханистал и в Бад Тьолц веднага започва работа над 30 опитни и 15 предсерийни хеликоптери. За първите изпитателни полети, три Fl.282 са изработени като едноместни, с покрита кабина, но след това са преработени в двуместни, с открити кабини.
Флетнер решава да монтира двигателя Bramo-14A в средата на фюзелажа, в резултат на което пилотът получава великолепен обзор. Охлаждането на мотора се осигурявало чрез откритата долната част на фюзелажа с помощта на вентилатор с дървени лопатки. Двигателят се стартирал с помощта на сгъстен въздух и е задвижвал трансмисия, осигуряваща ротация на два винта, монтирани на два независими вала, които са имали устройство за отцепване от двигателя, както и спирачка. Предавателното число на трансмисията е 12,2:1.
Двата двулопатни винта са синхронизирани така, че лопатките им да застават паралелно при ъгъл на завъртане 45°. Винтовете са монтирани под ъгъл 12° спрямо страницата на фюзелажа и наклонени на 6° напред. Лопатките на всеки винт са със стоманени лонжерони и дървени нервюри. Обвивката е шперплатова (по-късно – текстилна). Лопатките са монтирани посредством шарнири, осигуряващи въртенето им както около оста, така вертикално (вертикален шарнир с демпфер). Специално инерционо устройство управлява стъпката на всеки винт, осигурявайки зададената честота на въртене. За да се гарантира, че при преминаване в режим на авторотация няма да има загуба на подемна сила на винта, честотата на въртене е фиксирана на 160 оборота в минута. Пилотът може да регулира оборотите, променяйки стъпката на винта. При определени условия винтовете попадали в резонанс. Така по време на един от полетите на Fl.282, при честота на въртене от 140 оборота в минута (вместо 175 според, инструкциите), започва силна вибрация. Пилотът е готов да скочи с парашут, но хеликоптерът преминава в режим на авторотация, и вибрацията изчезва.

## Приложение
Fl.282 се оказва най-съвършеният хеликоптер на Третия райх – преминава успешно всички полетни изпитания. Основната работа по тестовете е на пилота-изпитател Ханс Фуйстинг, който обучава на Fl.282 50 строеви пилоти. (Един от новаците загива по време на полет. Като основна причина за катастрофата се смята превишена допустима скорост при пикиране, определена като 175 км/ч). В случай на необходимост, „Колибри“ е можел да се приземи в режим на авторотация и без използване на устройството за управление на стъпката на винта, – по време на подобно кацане е повредена опашката на една от машините.
Хеликоптерът се оказва много маневрен и устойчив по време на полет, – при скорост от 60 км/ч пилотът можел да си позволи да прекъсне управлението. При по-ниски скорости (особено при скорост до 40 км/ч) се появявала някаква надлъжна нестабилност. Fl.282 има незначителен недостатък – слаба вибрация при работа на машината докато е на земята, която изчезва веднага след излитане. Въпреки че конструкцията на редица възли и детайли е ненужно сложна и тежка, като цяло тя се оказва много добре обмислена – по време на изпитанията, един от хеликоптерите прави нальот от 95 часа без подмяна на каквито и да е части и възли. Двигателят може да работи 400 часа без обслужване.
В началото на 1942 г. в Балтийско море немският флот активно тества Fl.282-V5 (включително и в неблагоприятни атмосферни условия). За изпитанията, на една от кулите на крайцера „Кьолн“ е монтирана хеликоптерна площадка. Извършени са няколко десетки кацания (като поне едно е в тежки метеорологични условия). До 1943 г. са построени над 20 броя Fl.282, използвани за прикритие на конвои в Средиземно и Егейско море. Въпреки оскъдната информация за бойната кариера на този хеликоптер, със сигурност се знае, че през април 1945 г. най-малко три Fl.282 заедно с три Fa.223 са били зачислени в 40-и авиотранспортен ескадрон. Един от тези Fl.282 извежда гаулайтер Ханке от обсадения Бреслау малко преди падането на града.
Въпреки че успехът на „Колибри“ дава възможност за поръчка на 1000 хеликоптера, бомбардировките на Съюзниците над заводите на БМВ и Флетнер край тогавашното берлинско летище Йоханищал не позволяват производството на повече от 24 опитни машини. След войната съюзниците откриват само три годни за полет хеликоптера: американците получават Fl.282-V15 и Fl.282-V23, а третият заминава за СССР.

### „Колибри“ в СССР
В СССР хеликоптерът попада във вертолетния отдел на ЛИИ (Летателно Изследователски Институт), където през 1947 г., след серия от наземни изпитания, пилотът В. Тезаровский извършва първи полет с машината. По-късно са изпълнени още редица излитания, по време на които са установени добра управляемост и стабилност на машината. Веднъж, по време на излитане, при порив на вятъра лопатките на витлата задират земята и са унищожени, но по немски образец е произведен нов комплект и изпитанията продължават. Въпреки положителните тестови резултати, предвид своята сложност, схемата хеликоптер с пресичащи се винтове не получава развитие в СССР през тези години. Известно време Fl.282 е използван като средство за обучение в катедрата по вертолетостроене в Московския Авиационен Институт.

## Полетно-технически характеристики
Модификацията Fl.282b е притежавала следните полетно-технически характеристики:
- диаметър на основните винтове: 11,96 m
- дължина: 6,56 m
- височина: 2,2 m
- тегло: 760 kg
- максимално тегло при излитане: 1000 kg
- двигател: BMW-Bramo Sh 14A
- мощност: 160 к.с.
- максимална скорост:

- при хоризонтален полет: 150 км/ч
- при пикиране: 175 км/ч
- при страничен полет: 24 км/ч

- крайцерска скорост: 135 км/ч
- далечина на полета:

- с един пилот: 300 км,
- с двама пилоти: 180 км;

- скорост на снижение при авторотация: 480 m/min
- максимална скороподемност: 90 m/min
- таван на полета: 4100 m,
- динамичен таван: 3300 м,
- екипаж: 2